# Sibeka
Sibeka est une compagnie minière et productrice de diamants synthétiques détenue à 80 % par la compagnie belge Umicore et à 20 % par De Beers.